# 白夜 -byaku-ya-
『白夜 -byaku-ya-』（びゃくや）は1987年7月1日に発売されたTHE ALFEE27枚目のシングル。

## 概要
前作「君が通り過ぎたあとに -Don't Pass Me By-」に続き、リード・ヴォーカルは高見沢が担当。
本作はアコースティック・ギターが使われておらず、坂崎は「シンデレラは眠れない」以来のエレクトリック・パーカッションによる演奏でテレビに出演した。
当時の高見沢は、盛んに打ち込みによる楽曲制作を取り入れており、本作の他、同年のツアーで演奏され、同年発売アルバム「U.K. Breakfast」収録の「Stand up,Baby-愛こそすべて」は、ギターを全く使っていない楽曲だった。
1987年シングルで発売以降、長年オリジナル・アルバムとベスト・アルバムへの収録が見送られていたが、7年後発売の「THE ALFEE SINGLE HISTORY VOL.III 1987-1990」にて初めて両曲収録された。
後にavexのレーベル・cutting edgeから発売された「the ALFEE MEETS dance」では「Crimson Kiss」というタイトルでアレンジ・英詞化され、ALFEEのライブでもこのバージョンが披露された。
2008年発売の高見沢ソロプロジェクト(月姫のカップリング)では、「白夜〜Metal Byaku-ya〜」と題されてヘヴィメタルアレンジへ変貌した。
カップリング曲「LONG WAY TO FREEDOM」は、ライブで頻繁に演奏される定番曲の一つで、1987年から1991年までコンサートツアータイトルに冠され、アルプス電気のCFソングとして使用された。

## 収録曲
全作詞・作曲：高見沢俊彦、編曲：THE ALFEE
1. 白夜 -byaku-ya-(4分17秒)
2. LONG WAY TO FREEDOM(6分12秒)

## 収録作品
- THE ALFEE SINGLE HISTORY VOL.III 1987-1990（#1,2）
- The Alfee Meets Dance（#1）
- THE ALFEE 30th ANNIVERSARY HIT SINGLE COLLECTION 37（#1）

## カタログ
- シングルレコード：7A0747（発売当時定価：700円）
- カセットテープ：10P3103 （発売当時定価：1000円）
- 8cmCD：S10A0135 （1988年6月21日発売・発売当時定価1000円：後に税込937円に変更）